# Weissia newcomeri
Weissia newcomeri là một loài Rêu trong họ Pottiaceae. Loài này được (E.B. Bartram) K. Saito miêu tả khoa học đầu tiên năm 1975.